# Fiona Banner
Fiona Banner, auch bekannt als The Vanity Press, (* 23. Juni 1966 in Merseyside, England) ist eine britische Malerin, Bildhauerin, Installationskünstlerin und Hochschullehrerin. Sie wurde 2002 für den Turner Prize nominiert und wurde 2020 Professorin für Perspektive an der Royal Academy of Arts.

## Leben
Banner studierte von 1986 bis 1989 Fine Arts am Kingston Polytechnic London, wo sie ihren Bachelor of Arts erhielt. Anschließend erwarb sie 1993 am Goldsmiths, University of London ihren Master-Abschluss. Seit 2020 ist sie Professorin für Perspektive an der Royal Academy of Arts. Fiona Banner war Mitglied der Gruppe Young British Artists, die in den 1990er Jahren in London entstand. Sie lebt und arbeitet in London.
1997 gründete sie das Label The Vanity Press mit ihrem Buch The Nam. Seitdem hat sie zahlreiche Werke veröffentlicht, einige in Form von Büchern, andere in Form von Skulpturen und wieder andere in Form von Performances. 2009 erteilte sie sich selbst eine Internationale Standardbuchnummer ISBN 0-9548366-7-7 und registrierte sich als Publikation unter ihrem eigenen Namen.

## Werke

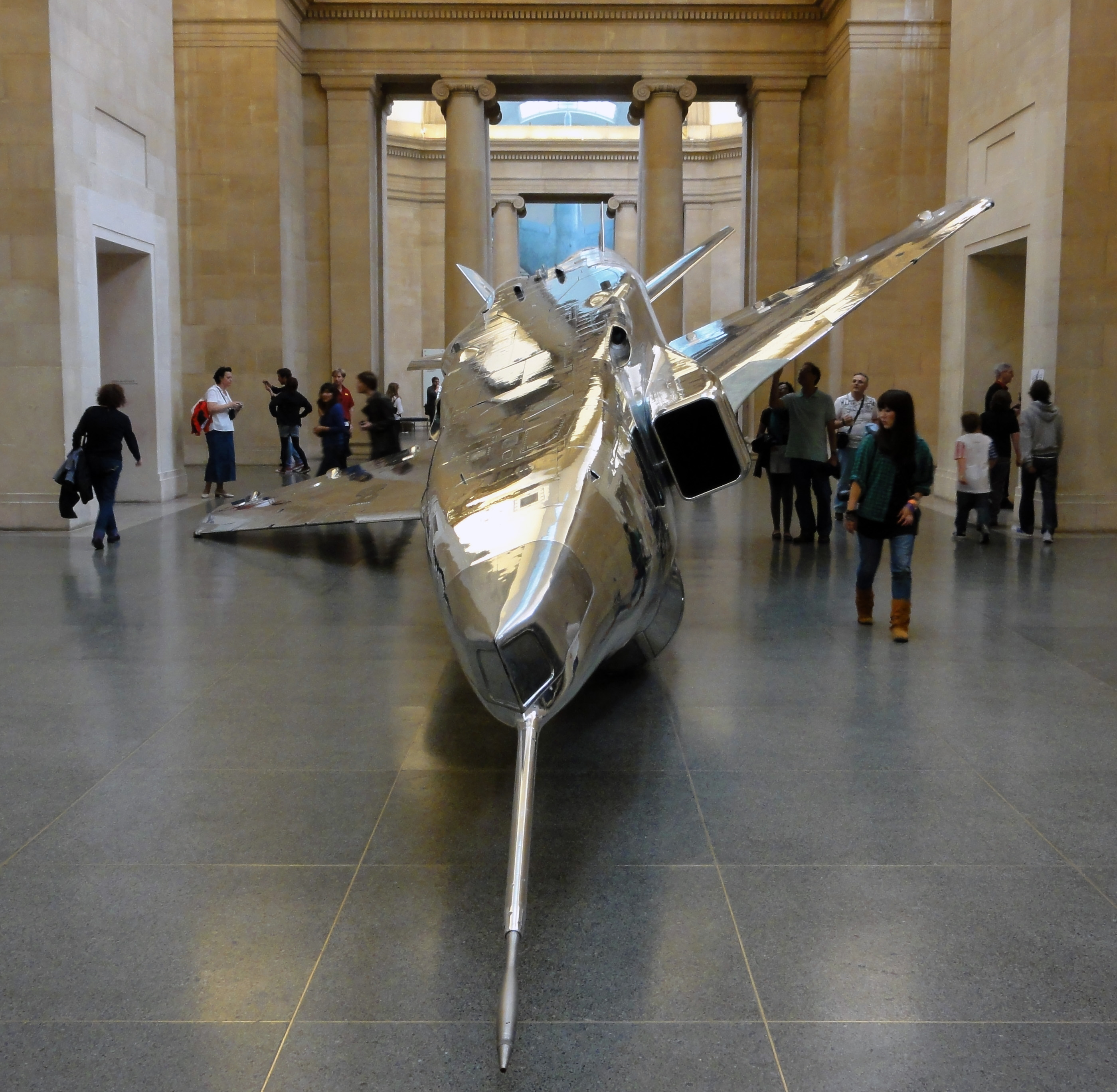
Von Fiona Banner 2010 installierte Ausstellung eines RAF-Jaguars in der Tate Britain

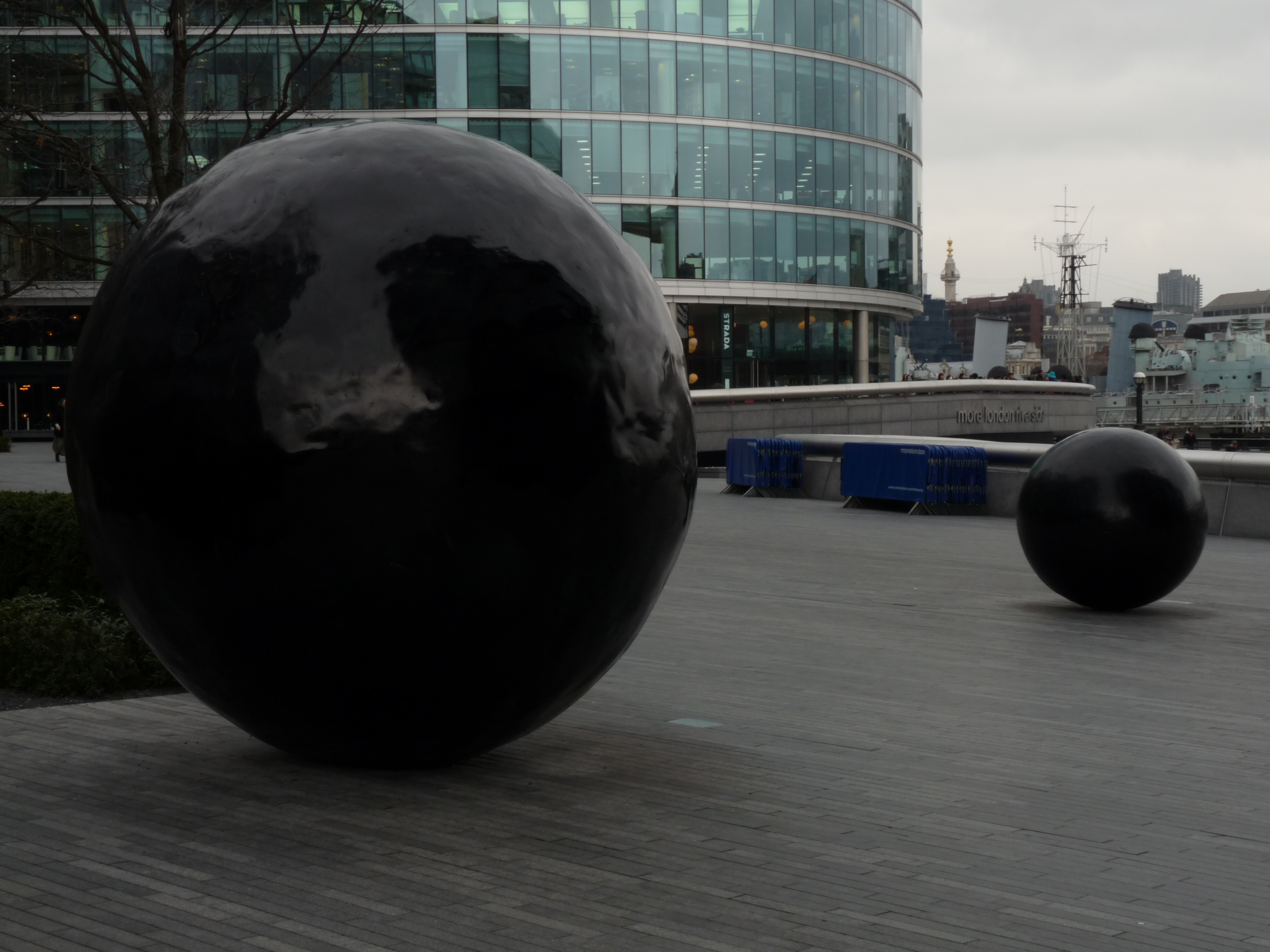
Full Stop Optical von Fiona Banner ist eine Skulptur bei More London am Südufer der Themse in London

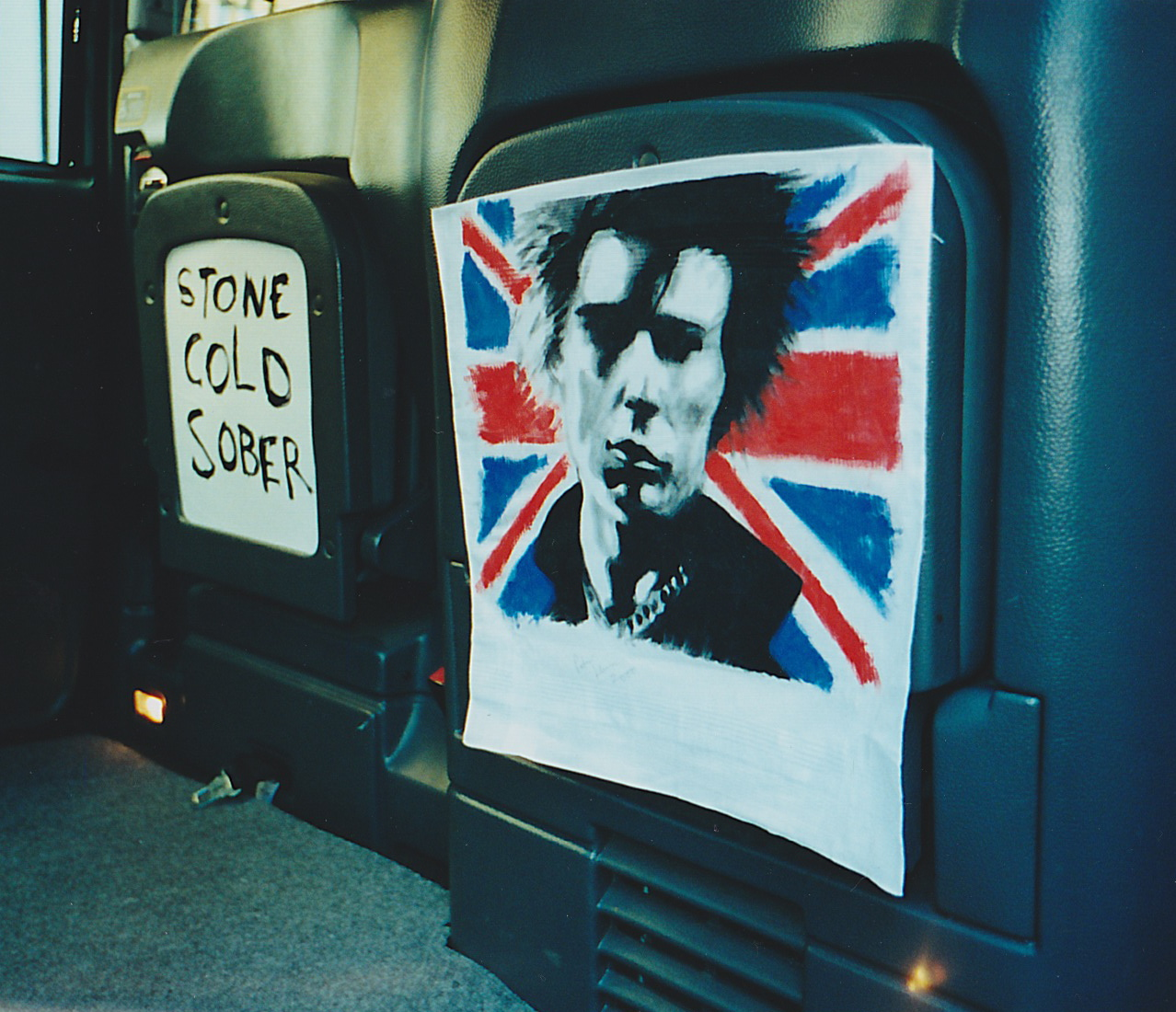
Stone Cold Sober von Fiona Banner und Sid Vicious von Peter Harris. Ausstellung im Rahmen des Projekts Cab Gallery

Banner setzt sich in ihrer Arbeit mit den Themen Gender, Konflikt, Sprache und Publikationen auseinander. Hierfür setzt sie eine Reihe von Medien ein, darunter Zeichnung, Skulptur, Performance und das bewegte Bild. Der Konflikt zwischen Sprache und ihren Grenzen steht im Mittelpunkt von Banners Arbeit.
Bekannt wurde sie durch ihre frühen schriftlichen Transkriptionen von Hollywood-Kriegsfilmen wie Top Gun (1996) und Apocalypse Now (1997).
Von diesen „Wortlandschaften“ bis hin zu ihrer Verwendung gefundener und umgebauter Militärflugzeuge stellt Banner das Brutale und das Sinnliche einander gegenüber. In einer von Reihe von Arbeiten, die auf Vietnamkriegsfilmen basieren, stellt Banner Fragen zur Fiktionalisierung historischer Ereignisse. 1997 veröffentlichte sie THE NAM, ein tausendseitiges Buch mit ihren eigenen Bild-für-Bild-Beschreibungen in Fließtext der Vietnamkriegsfilme Apocalypse Now, Born on the Fourth of July, The Deer Hunter, Full Metal Jacket, Hamburger Hill und Platoon. Ihre Texte, die elf ununterbrochene Stunden Films darstellen, deuten auf die exzessive Natur der Bilder in unserer Kultur hin. Als Banner einen Freund bat, THE NAM zu lesen, kam dieser zu dem Schluss, dass es in seiner Gesamtheit „unlesbar“ sei. Dies veranlasste Banner, Trance (1997) zu drehen, eine zwanzig Stunden lange, auf zweiundzwanzig Videokassetten erschienene ungekürzte Lesung des Buches, in der sich die Actionfilme in einem Wortschwall entfalten.
Das Format von Banners Werken wird immer sorgfältig im Verhältnis zu seinem Inhalt abgewogen. So suggeriert etwa The desert (1994/95), Banners Neuerzählung von David Leans Film Lawrence von Arabien, sowohl das Panorama einer Kinoleinwand als auch die weite horizontale Ausdehnung der Wüste.
In einer Reihe von Arbeiten, die auf dem Genre der Verfolgungsjagd basieren, gelingt es Banner, einem Genre, das praktisch nur im Film vorkommt, eine visuelle und literarische Form zu geben. Das Werk der Reihe, Break Point (1998), basiert auf der Verfolgungsszene aus Kathryn Bigelows Kultfilm Point Break (1991).
In späteren Arbeiten verwendete sie Teile von Militärflugzeugen und sogar ganze Kampfflugzeuge, Kriegsinstrumente, die sie als Ergebnis des Versagens der Sprache betrachtet. Danach arbeitete Banner mit Herstellern von Neonschildern zusammen und schuf ihre handgefertigten Neonstücke, die sich auf bildliche Weise mit dem Alphabet und der Zeichensetzung befassen. 1997 stellte Banner eine Neonarbeit in Form eines Punkts aus, „das kleinste Neon der Welt“. Anschließend schuf sie eine Gruppe stark vergrößerter Punkte, die sie aus Polystyrol schnitzte. Obwohl deren Größe zwischen 60 und 135 cm variiert, sind sie alle maßstabsgetreu aus einer Vielzahl von Schriftarten wie Courier, Nuptial, Garamond, Blippo, Zapf Chancery, Century und Wing vergrößert.
Im Jahre 2000 entstand Table Stops, eine Serie von sieben glasierten Keramik-Multiples. 2003 und 2004 arbeitete Fiona Banner mit dem Kunstmagazin Parkett zusammen.
2006 lenkte Banner die Aufmerksamkeit kritisch auf den Akt der Betrachtung des weiblichen Akts in der Kunstgeschichte und zeichnet mit Worten ein detailliertes Porträt einer nackten Frau, um damit die „Nacktheit neu zu erfinden“: „Using words as opposed to line and color is a way of being able, on my own personal turf, to reinvent the nude“.
In den Jahren 2006–2007 stellte Fiona Banner eine Reihe von Zeichnungen mit dem Titel „The Bastard Word Studies“ her und zeigt in ihnen, wie das Versagen der Sprache den Krieg anheizt. Banner interessierte sich für die Schnittstelle von Krieg und Schönheit im westlichen kulturellen Gedächtnis und machte deutlich, dass Militärflugzeuge in den Medien zwar häufig als festliche Objekte der Schönheit gefeiert werden, mit ihnen aber zugleich eine gewaltsame Zerstörung einhergeht. Mit Buchstaben, die aus verdrehten Fragmenten einsatzfähiger Flugzeuge aus der ganzen Welt geformt sind, stellt ihr Flugzeugalphabet eine „illegitimate, 'bastardised' language“ dar. 2023 wurde das Werk vom Royal Air Force Museum erworben.
Ab 2009 entstanden Werke, die sich auf eine ISBN beziehen:
- 2009: Summer 2009 ISBN 978-1-907118-91-3, von der Sonne verbranntes Papier[20]
- 2010:  ISBN 978-1-907118-99-9[21]

2010 wurde Banners Werk Harrier and Jaguar, das zwei Kampfflugzeuge zeigt, in den Duveen-Galerien der Tate Britain installiert. Im Rahmen des Edinburgh Festivals 2013 wurde in Edinburgh eine Ausstellung ihrer Filme gezeigt.
Der 2011 entstandene Druck Superhuman Nude zeigt eine Aktstudie einer paralympischen Sportlerin mit Text.  Der dem Bild überlagerte Text ist so angeordnet, dass er die Formen und Gestalten des Körpers definiert – „every nerve waiting“ und „one calf bulging muscle“ – und so die Körperlichkeit einer Person vermittelt, die kurz vor dem Wettkampf steht. Dieses Werk ist Teil einer Reihe limitierter Drucke einiger renommierter britischen Künstlerinnen und Künstler, die im Kontext der Olympischen und Paralympischen Spiele 2012 in London entstanden.

Im Jahre 2012 entwarf Fiona Banner mit dem Architekten David Kohn die Installation A Room for London. Auf dem Dach eines Konzertsaals stand eine Art Hausboot, das dem belgischen Flussdampfer namens „Roi des Belges“ nachempfunden war. Der Raum verfügte über Wohnräume und konnte gemietet werden. Aufgrund der Beliebtheit des Projekts und der Unterstützung durch Southbank und den Lambeth Council blieb der Raum bis Mitte 2016 geöffnet und wurde dann in den Ruhezustand versetzt, um die Sanierung dieses Teils des South Bank-Komplexes zu ermöglichen.

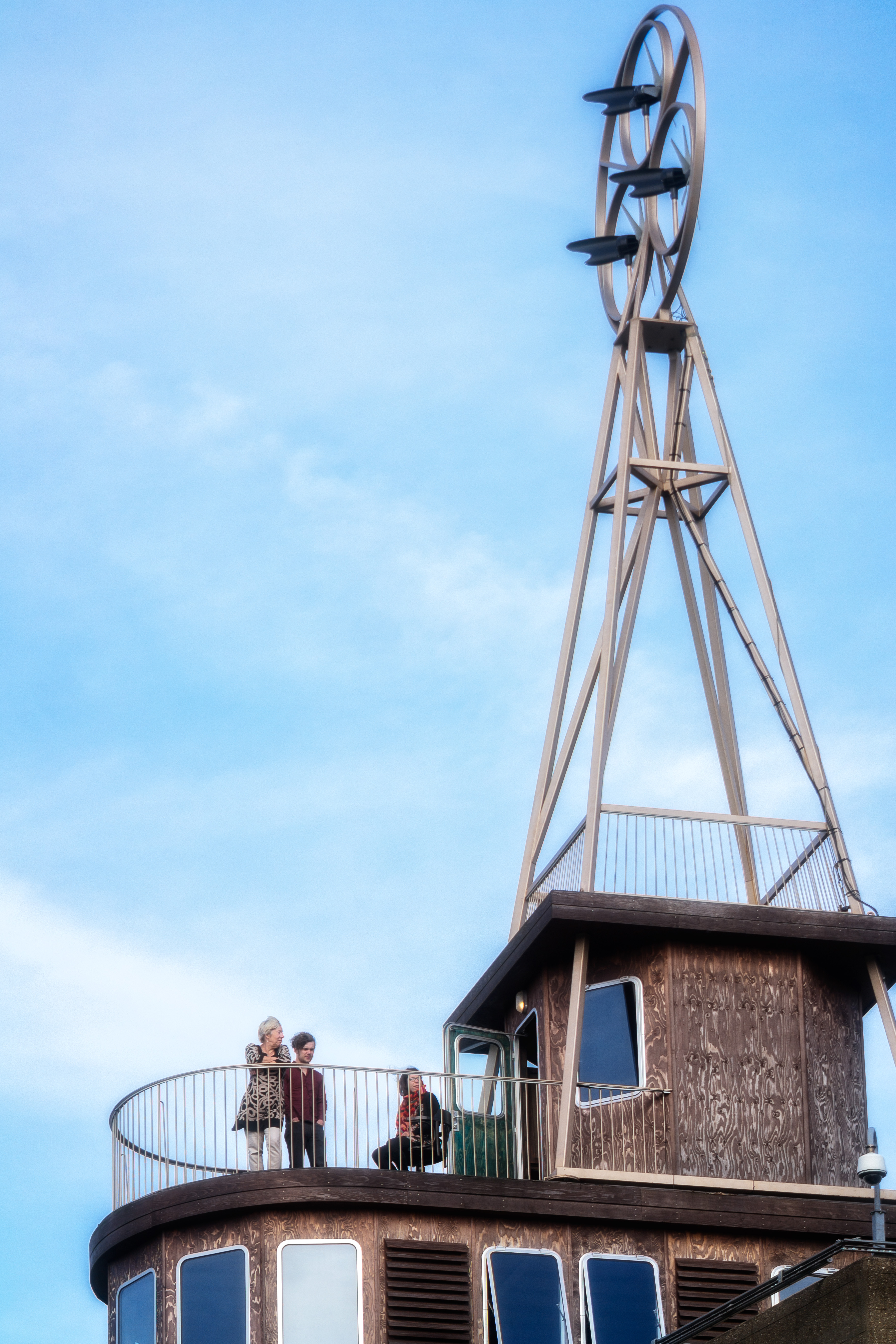
A Room for London, Installation, 2012

Banner hat ihre Arbeiten weltweit ausgestellt, darunter in Gruppenausstellungen in New York, Los Angeles, Toronto, Berlin und Wien.
2017 wurden ihre Arbeiten in „Age of Terror: Art Since 9/11“ gezeigt, einer Gruppenausstellung im Imperial War Museum in London.
2020 schuf Fiona Banner drei riesige Full-Stop-Skulpturen aus schwarzem Granit, um eine Kampagne von Greenpeace zu unterstützen, die sich auf ein 121 Quadratkilometer großes Schutzgebiet in der Nordsee konzentriert. Am 5. Oktober 2020 wurde eine 1,5 Tonnen schwere Skulptur mit dem Titel Klang vor die Haustür des Gebäudes des Ministeriums für Umwelt, Ernährung und ländliche Angelegenheiten in Westminster, London, geliefert. Mit dieser Aktion wollte die Künstlerin auf das Versagen der britischen Regierung im Hinblick auf die Erhaltung von Meeresschutzgebieten aufmerksam machen.

### Weitere Werke (Auswahl)
- 2006: Nude Pin-up, Siebdruck auf Zeitungspapier[18]
- 2007: Mirror, Video[31]
- 2007: Christmas Tree, Installation[32]
- 2007: Performance Nude / Nude Performance, Tinte, hochauflösender Digitalfilm, Flachbildschirm[33]

- 2008: The Works Christmas Card, Karte und Umschlag[34]
- 2009: Intermission[35]
- 2009: Leaf, Lithographie auf Zeitungspapier[36]
- 2009: Portrait of the artist as a publication, Fotografie[37]
- 2009: Reclining, Graphit auf Papier[38]
- 2009: Sleep, Graphit auf Papier[39]
- 2010: Buster Gonad and his Unfeasibly Large Testicles, Postkarte[40]
- 2010: Evaporated Book, Siebdruck auf kunststoffbeschichtetem Aluminium[41]
- 2010: Excoffon Poster, Digitaler Druck[42]
- 2010: Sunset, Blockdruck auf fluoreszierendem Papier[43]
- 2010: The Venus Trilogy: The Incubated Girl / The Violet Flame / To Venus in Five Seconds, 3 Bücher[44]
- 2011: Fugue (Snoopy vs The Red Baron), 12-seitiges Heft, Digitaldruck[45]
- 2011: Heart of Darkness – Orson Welles Script, Paperback[46][47]
- 2011: Nude Film, 12-seitiges Heft[48]
- 2012: Thames and Hudson – Heart of Darkness, Performance[49][50]
- 2012: Back to the: Music, Siebdruck auf Spiegelkarte[51]
- 2012: The Exquisite Corpse Will Drink The Young Wine, Performance[52][53][54]
- 2012: Dear Contributor, Siebdruck[55]
- 2013: Ampersand, Installation (Neon, Papierschablone, Draht, Transformator, Plexiglasrahmen)[33][56]
- 2013: Sad Happy Chinook, Digitaldruck auf Karte mit Umschlag[57]
- 2013: Vs., Lithographie[58]
- 2014: Tête à Tête, Hochauflösender Digitalfilm, Monitor, von der Künstlerin entworfene Stahlstaffelei[59]
- 2014: Mistah Kurtz – He Not Dead, Lithographie[60]
- 2015: The Greatest film Never Made, Druck[61][A 1]
- 2015: Pinstripe Chair 3, Gebogenes Sperrholz, Vinyl, Graphit, Metall[33]
- 2015: Peanuts, Sack mit Bohnen[62]
- 2015: Nose Art, Graphit, Nasenkegel eines Harrier-Jump-Jets[63][64]
- 2016: Pinstripe Bum Face, Graphite, Vinyl, Papier[33]
- 2019: Latin Wide, Blackletter, Öl auf Pappe[33]
- 2019: Cooper Black, Herculanum, Slipstream, Orator, Graphit auf Papier[33]
- 2021: Pranayama Organ, Film[33]

## Auszeichnungen
- 2002: Nominierung für den Turner Prize[65]
- 2010: Ehrendoktorwürde der Kingston University[66]

## Ausstellungen (Auswahl)

### Einzelausstellungen
- 1994: Pushing Back The Edge Of The Envelope, City Racing, London[67]
- 1995: Viewing Room, Luhring Augustine, New York[68]
- 1997: The Nam – 1000 page all text flick book, London[69][70]
- 1997: Only the Lonely, Frith Street Gallery, London[71]
- 1998: Art Now, Tate Britain, London[72]
- 1998: 1301PE, Brian Butler, Los Angeles
- 1998: LOVE DOUBLE, Galerie Barbara Thumm, Berlin[73]
- 1999: Murray / Guy, New York[74][A 2]

- 1999: Statements, Basel Art Fair
- 1999: ASTERISK, Gesellschaft für Aktuelle Kunst, Bremen[75]
- 1999: Don’t Look Back, Brooke Alexander, New York[76]
- 1999: THE NAM and Related Material, Printed Matter, New York
- 1999–2000: STOP, Frith Street Gallery, London[77]
- 2000: Soixante-Neuf, Charles H Scott Gallery, Emily Carr Institute, Vancouver[78]
- 2000: 1301PE, Los Angeles[79]
- 2001: FIONA BANNER – ARSEWOMAN, Murray Guy, New York[80]
- 2001: Fiona Banner aka The Vanity Press: Arsewoman in Wonderland, Galerie Barbara Thumm, Berlin[81]
- 2001: Rainbow, 24/7, Hayward Gallery, London
- 2002: My Plinth is Your Lap, Neuer Aachener Kunstverein, Aachen[82]
- 2002: My Plinth is Your Lap, Dundee Contemporary Arts, Dundee[83]
- 2002: Frith Street Gallery, London
- 2003: Fiona Banner, M1301PE, Los Angeles
- 2003: Murray Guy, New York
- 2004: Arsenal, Barbara Thumm Gallery, Berlin[84][A 3]
- 2004: Arsewoman in Wonderland, Barbara Thumm Gallery, Berlin
- 2005: All the World’s Fighter Plane, Book Launch, Cubitt Gallery, London[85]
- 2006–2007: 1301PE, Los Angeles[86][87]
- 2006: NUDE, Frith Street Gallery, London[88]
- 2006: Parade, presented by Tracy Williams Ltd., New York[89][90]
- 2006: All The World’s Fighter Planes, Printed Matter, New York
- 2006: Nude, Tracy Williams Ltd., New York[91]
- 2007: Peace On Earth, Tate Britain, London
- 2007: Every Word Unmade, Galerie Barbara Thumm, Berlin[92][A 4]
- 2007: The Bastard Word, Power Plant, Toronto[93][94]
- 2010: The Naked Ear, Frith Street Gallery, London[95][96]
- 2010: Harrier and Jaguar, Tate Britain Duveens Commission 2010, Tate Britain, London[97][98][99][A 5]
- 2010: Tornado, Co-commission by Locus+ and Great North Run Culture, Newcastle[A 6]
- 2010: All the World’s Fighter Planes, Musée d'art de Joliette, Québec
- 2011: Snoopy Vs The Red Baron, Galerie Barbara Thumm, Berlin[100][101]
- 2012: Unboxing, The Greatest Film Never Made, 1301PE, Los Angeles[102]
- 2013: The Vanity Press, Summerhall, Edinburgh
- 2014: Wp Wp Wp , Yorkshire Sculpture Park, Wakefield[103][104][A 7]
- 2014: Mistah Kurtz - He Not Dead, PEER, London[105]
- 2015: Scroll Down And Keep Scrolling, Ikon Gallery, Birmingham[106]
- 2015: FONT, Frith Street Gallery, London[107]
- 2016–2017: Au Cœur des Ténèbres, mfc-Michele Didier, Paris[108]
- 2016: Buoys Boys, De La Warr Pavilion, Bexhill
- 2016: Fiona Banner, Galerie Barbara Thumm, Berlin[109]
- 2016: Scroll Down And Keep Scrolling, Kunsthalle Nürnberg[110]
- 2016: Fiona Banner, 1301PE, Los Angeles[111]
- 2016: Study #13. Every Word Unmade, Fiona Banner, David Roberts Art Foundation, London[112]
- 2017: Runway AW17, De Pont Museum, Tilburg[113]
- 2018: Buoys Boys, Mission Gallery, Swansea[114]
- 2019–2020: P E R I O D, Frith Street Gallery, London[115]
- 2019: Fiona Banner aka The Vanity Press, Libby Leshgold Gallery, Emily Carr University of Art + Design, Vancouver[116]
- 2019: Full Sea Stop Scape, Barbara Thumm Gallery Project Space, Berlin[117]
- 2019: Fiona Banner aka The Vanity Press, Independent Art Fair, Barbara Thumm Gallery, New York
- 2020: P E R I O D, Museum Voorlinden, Wassenaar[118]
- 2021: Ramayana Typhoon, Barakat Contemporary, Seoul[119]
- 2022: Ramayana Typhoon Soft Parts Wing Flap Fin, Hartware Medienkunstverein (HMKV), Dortmund[120][121]
- 2022: Fiona Banner Collection and New Work, Museum De Pont, Tilburg[122]
- 2022: Pranayama Typhoon, Patronato Salesiano Leone X111 Calle S. Domenico, Venedig
- 2022–2023: Fiona Banner aka The Vanity Press: Pranayama Typhoon Soft Parts Wing Flap Fin, Dortmunder U, Dortmund[123]
- 2023: Fiona Banner aka the Vanity Press: Pranayama Typhoon, Friedrichshafen[124]
- 2023: Chester Contemporary - DISARM, Topshop Grosvenor Shopping-Center, Chester

### Gruppenausstellungen
- 1994: New Contemporaries, Camden Arts Centre, UK Tour[125]
- 1994: Drawings, Laure Genillard Gallery, London[126]
- 1994: The Antidote, 191 Gallery, Hammersmith, London
- 1994: The Event, 152c Brick Lane, London
- 1994: SuperStore Boutique, Sarah Staton, London
- 1994: Group Show, Laure Genillard Gallery, London
- 1994: Institute of Cultural Anxiety, ICA, London
- 1994: Art Unlimited, Arts Council Collection, UK Tour
- 1995: Four Projects, Frith Street Gallery, London
- 1995: SuperStore Boutique, Sarah Staton, San Francisco
- 1995: General Release: Young British Artists, Scuola di St. Pasquale, Venice Biennale, Venedig
- 1995: Moby Dick, Arsenali Medicei, Pisa
- 1995: Perfect Speed, USF Contemporary Art Museum, Tampa, Florida
- 2001: 2. BERLIN BIENNALE, Berlin[127][128][129]
- 2002–2003: Turner Prize 2002, Tate Gallery, London[130][131]
- 2023: Utopian Scenarios About Nature, Busan Museum of Contemporary Art, Busan, Korea
- 2023: Siren Songs / Sinister Sirens, Art Forum Baloise Park, London
- 2023: Dans l’air, les machines volantes, Hangar Y, Paris
- 2023: Blank, Raw, Illegible. Artists' Books as Statement (1960–2022), Leopold-Hoesch-Museum in Düren
- 2023: Scale: Sculpture (1945–2000), Fundación Juan March, Madrid
- 2023: Big Women, Firstsite, Colchester
- 2023: The Subversive Landscape, Tremenheere Sculpture Garden, Cornwall
- 2023: 1301PE, Los Angeles
- 2023: Divided Selves Part 1, Herbert Art Gallery & Museum, Coventry[132]
- 2023: Vessels & Catastrophes, Melange, Köln[133]
- 2023: Being Wrong, Bodensee
- 2024: One Yellow Sun, One Green Sun, One Yellow Sun, One Red Sun, One Blue Sun, MAXXI, Rom[134]
- 2024: The Ecologies of Peace, C3A Centro de Creación Contemporánea de Andalucía, Córdoba (Spanien)

## Publikationen
- Fiona Banner: The Nam, Frith Street Books, London, 1997[69][70]
- Fiona Banner: All the World's Fighter Planes, The Vanity Press, London, 2004[135][A 8]
- Fiona Banner: Performance Nude, 2009[136]
- Fiona Banner: The Vanity Press, Summerhall: Please Help Yourself, 2013[137]

## Rezeption
Fiona Banner kritische Auseinandersetzung mit militärischen Themen und die emotionale Wirkung ihrer Kunstwerke auf das Publikum wird in einem Artikel zur Ausstellung "Wp Wp Wp" deutlich:

“It’s a display of might – their size and proximity overwhelms viewers who stand with their faces turned upwards, as blades slice the air like knives above them.”

## Sammlungen
- Contemporary Art Society, London
- Contemporary Art at Penguin, London
- Financial Service Authority, London
- Museum of Modern Art, MoMA, New York
- Metropolitan Museum of Art, New York
- Neuberger & Berman, New York
- Philadelphia Museum, USA
- Sammlung Ringier, Zürich, Schweiz
- Tate Gallery, London
- The Arts Council of England
- The British Council, London
- Thyssen-Bornemisza Art Foundation, Deutschland
- Van Abbe Museum, Eindhoven, Niederlande
- Walker Art Gallery, Minneapolis
- Worcester Museum, Massachusetts